# Sakarya (district)
Sakarya is een Turks district in de provincie Sakarya en telt 412.994 inwoners (2007). Het district heeft een oppervlakte van 561,8 km².
De bevolkingsontwikkeling van het district is weergegeven in onderstaande tabel.
| 1997    | 2000    | 2007    |
| ------- | ------- | ------- |
| 354.029 | 340.825 | 412.994 |